# Polihierax
Polihierax és un gènere d'ocells rapinyaires de la família dels falcònids (Falconidae). Són dos falconets de petita grandària que habiten, un a l'Àfrica subsahariana i a l'altre al sud-est asiàtic.

## Taxonomia
Segons la classificació del Congrés Ornitològic Internacional (versió 2.5, 2010) aquest gènere està format per dues espècies.
- falconet africà (Polihierax semitorquatus).
- falconet camagroc (Polihierax insignis).

La segona de les espècies és de vegades inclosa al gènere Neohierax.